# Hippeastrum reticulatum

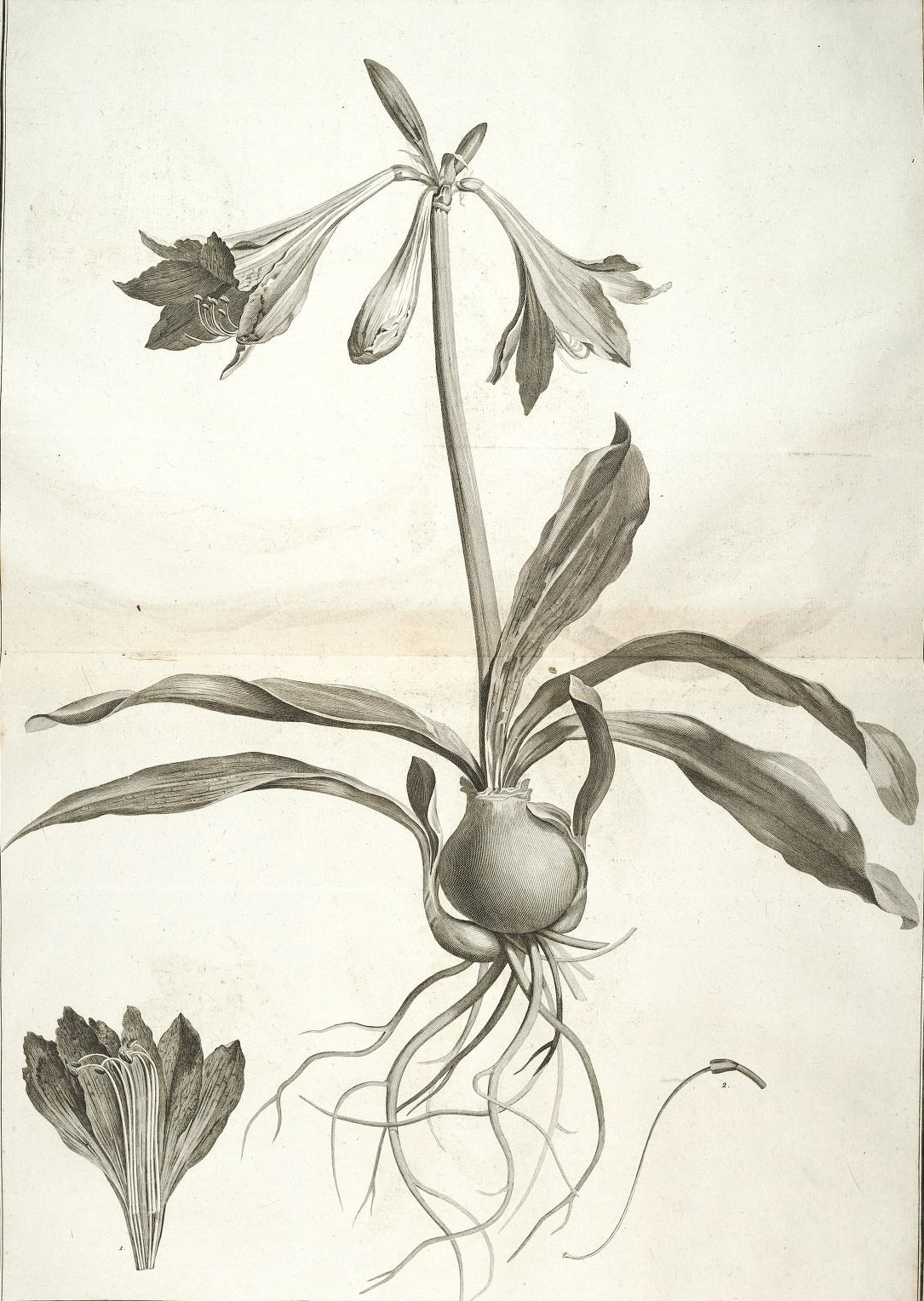
Ilustração original de L'Héritier, 1788

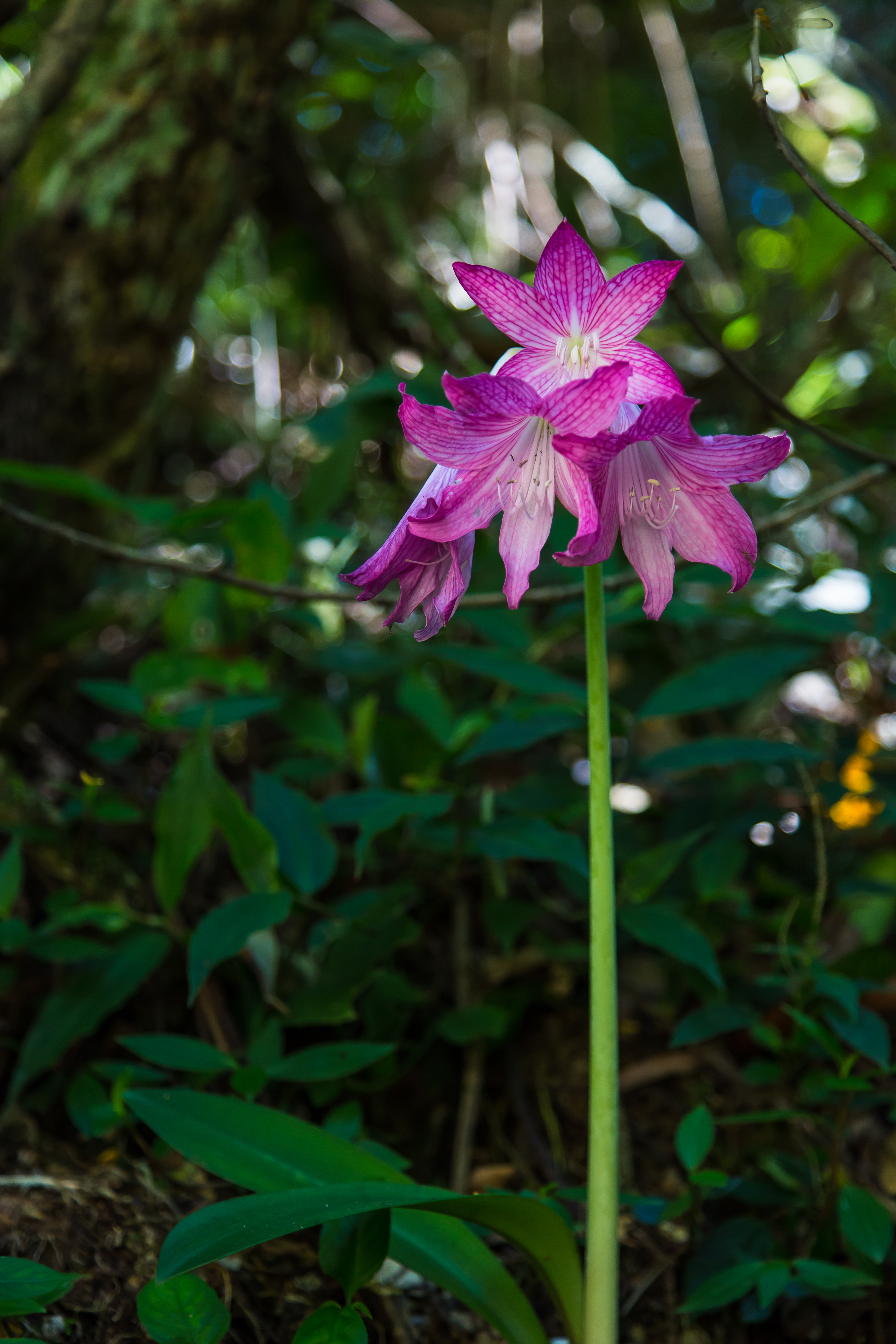

Hippeastrum reticulatum, o amarílis com veias em rede, é uma planta herbácea bulbosa perene florida, da família Amaryllidaceae, nativa da América do Sul.

## Descrição
Originalmente descrito por L'Héritier como petalis venosis transversal distincta, uma referência à característica definidora da espécie com uma venação incomum e requintada das pétalas, mais escura que a cor de fundo roxo a rosa. As sementes são incomuns para Hippeastrum por serem vermelho-alaranjadas, redondas, túrgidas e carnudas, em vez de pretas e parecidas com papel.

## Taxonomia
Hippeastrum reticulatum foi um dos primeiros Hippeastrums a ser descoberto e foi introduzido na Europa em 1777 por Edward Whitaker Gray do Brasil, conforme documentado por William Aiton em seu Hortus Kewensis (1789). Foi descrito por Charles Louis L'Héritier de Brutelle em 1788 como uma das várias espécies de Amaryllis, Amaryllis reticulata, mais tarde foi reconhecido por Herbert em 1824 como um membro do gênero separado da América do Sul Hippeastrum em vez de Amaryllis, que está confinado à África do Sul e, portanto, como Hippeastrum reticulatum (L'Hér. ) Erva., Robô. Mag. 51: t. 2475 (1824).

### Subdivisão
Algumas fontes  seguem Herbert (1837) ao afirmar que existem duas variedades, reticulatum e striatifolium. Uma terceira variedade, strictum Herb., às vezes também é incluída. Esta divisão em variedades não é aceita pela Lista de Verificação Mundial.

### Etimologia
O epíteto específico reticulatum é latim para "rede", referindo-se à venação das pétalas.

## Distribuição e habitat
Da Argentina ao Brasil, crescendo em solo arenoso húmido. No Brasil eles são encontrados sob a floresta de Mussununga, cujo dossel menor permite que mais luz chegue ao chão da floresta.

## Ecologia
Hippeastrum reticulatum floresce no final do verão ao outono, com uma estação de crescimento ativa do outono ao início do inverno, e requer um período semi-dormente de 4 a 6 semanas durante o final do inverno e início da primavera. A espécie é incomum entre os Hippeastrum, por ser autofértil.

### Histórico
- Aiton, W. (1789). Hortus Kewensis 3 vols. London: George Nicol
- Herbert, W. (1819). «Amaryllis reticulata. β. striatifolia Griffin's netted-veined Amaryllis. Coburgia. Herbert.». Curtis's Botanical Magazine. 47: T. 2113 1–6
- Herbert, W. (1824). «Amaryllis subbarbatum. Slightly-bearded Knights-star-lily». Curtis's Botanical Magazine. 51: T. 2475 1–2
- Herbert, William (1837). Amaryllidaceae: Preceded by an Attempt to Arrange the Monocotyledonous Orders, and Followed by a Treatise on Cross-bred Vegetables, and Supplement. London: Ridgway
- L'Héritier de Brutelle, Charles Louis (1788). Sertum Anglicum, seu, Plantae rariores quae in hortis juxta Londinum: imprimis in horto regio Kewensi excoluntur, ab anno 1786 ad annum 1787 observatae. Paris: Petri Francisci Didot

### Bases de dados
- GBIF: Hippeastrum reticulatum
- «Hippeastrum reticulatum Herb.». Tropicos. Missouri Botanical Garden. 2016. Consultado em 1 de maio de 2016
- The Plant List (2013). «Hippeastrum reticulatum (L'Hér.) Herb.». Consultado em 20 de março de 2014
- «World Checklist of Selected Plant Families». Royal Botanic Gardens, Kew. Consultado em 8 de agosto de 2015

### Flora
- Zuloaga, Fernando O.; Morrone, Osvaldo; Belgrano, Manuel J., eds. (2008). «Hippeastrum». Catálogo de las plantas vasculares del Cono Sur: (Argentina, Sur de Brasil, Chile, Paraguay y Uruguay) (Monogr. Syst. Bot. Missouri Bot. Gard. 107). St. Louis, Mo.: Missouri Botanical Garden. ISBN 978-1-930723-70-2
- Maia, Leonor Costa (2016). «Lista de Espécies da Flora do Brasil». INCT – Herbário Virtual da Flora e dos Fungos. Recife: Institutos Nacionais de Ciência e Teconologia. Consultado em 2 de maio de 2016
- «Brazilian Flora 2020». Reflora. Flora do Brasil 2020. Institute of Research, Rio de Janeiro Botanical Garden. 2016. Consultado em 5 de maio de 2016
- «INCT – Herbário Virtual da Flora e dos Fungos» (em português e inglês). Institutos Nacionais de Ciência e Teconologia. 2016. Consultado em 7 de maio de 2016

### Outros
- Griffith, Chuck (2005). «reticulatus». Dictionary of Botanical Epithets. Consultado em 29 de abril de 2016
- «Pacific Bulb Society Wiki». Pacific Bulb Society. 2015
- Tsang, Dennis. «Hippeastrum reticulatum var. striatifolium». Gallery of the World's Bulbs. International Bulb Society. Consultado em 3 de maio de 2016. Cópia arquivada em 4 de dezembro de 2013